# Chung kết cúp bóng đá châu Á 2007
Trận chung kết Cúp bóng đá châu Á 2007 diễn ra ngày 29 tháng 7 năm 2007 để chọn đội vô địch của giải bóng đá lớn nhất của châu Á do Liên đoàn bóng đá châu Á (AFC) tổ chức. Trận đấu đã kết thúc với tỉ số 1–0 nghiêng về Iraq nhờ bàn thắng duy nhất của Younis Mahmoud.

## Tóm tắt trận đấu

### Chi tiết
| Iraq        | 1–0      | Ả Rập Xê Út |
| ----------- | -------- | ----------- |
| Mahmoud 71' | Chi tiết |             |

| Iraq | Ả Rập Saudi |

| GK                      | 22 | Noor Sabri Abbas       |     |     |
| DF                      | 2  | Jassim Mohammed Ghulam |     |     |
| DF                      | 3  | Bassim Abbas           |     | 89' |
| MF                      | 5  | Nashat Akram           |     |     |
| FW                      | 10 | Younis Mahmoud (c)     | 38' |     |
| MF                      | 11 | Hawar Mulla Mohammed   |     |     |
| MF                      | 13 | Karrar Jassim          | 24' | 83' |
| DF                      | 14 | Haidar Abdul-Amir      |     |     |
| DF                      | 15 | Ali Rehema             | 75' |     |
| MF                      | 18 | Mahdi Karim            |     | 90' |
| MF                      | 21 | Qusay Munir            | 9'  |     |
| Vào thay người:         |    |                        |     |     |
| FW                      | 16 | Ahmad Mnajed           |     | 83' |
| DF                      | 7  | Ali Abbas              |     | 89' |
| FW                      | 8  | Ahmad Abd Ali          |     | 90' |
| Huấn luyện viên trưởng: |    |                        |     |     |
| Jorvan Vieira           |    |                        |     |     |

| GK                      | 1  | Yasser Al-Mosailem     | 43' |     |
| DF                      | 3  | Osama Hawsawi          |     |     |
| DF                      | 7  | Kamel Al-Mousa         |     |     |
| FW                      | 9  | Malek Mouath           |     |     |
| MF                      | 14 | Saud Khariri           | 15' |     |
| DF                      | 15 | Ahmed Al-Bahri         |     | 84' |
| MF                      | 16 | Khaled Aziz            |     |     |
| FW                      | 17 | Taisir Al-Jassim       |     | 76' |
| MF                      | 18 | Abdulrahman Al-Qahtani |     | 46' |
| DF                      | 19 | Waleed Jahdali         | 38' |     |
| MF                      | 20 | Yasser Al-Qahtani (c)  |     |     |
| Vào thay người:         |    |                        |     |     |
| MF                      | 30 | Ahmed Al-Mousa         |     | 46' |
| MF                      | 28 | Abdoh Otaif            |     | 76' |
| FW                      | 11 | Saad Al-Harthi         |     | 84' |
| Huấn luyện viên trưởng: |    |                        |     |     |
| Hélio dos Anjos         |    |                        |     |     |

| Cầu thủ xuất sắc nhất trận: Younis Mahmoud (Iraq) Trợ lý trọng tài: Begench Allaberdiyev (Turkmenistan) Mohamed Saeed (Maldives) Trọng tài bàn: Saeed Kamel (Kuwait) |

### Thống kê
| Cả trận      | Iraq | Ả Rập Saudi |
| ------------ | ---- | ----------- |
| Số bàn thắng | 1    | 0           |
| Số cú sút    | 13   | 5           |
| Thẻ vàng     | 4    | 2           |
| Thẻ đỏ       | 0    | 0           |